# 1770
- Wikisource

| Calendário gregoriano                                                        | 1770 MDCCLXX                        |
| Ab urbe condita                                                              | 2523                                |
| Calendário arménio                                                           | 1219 – 1220                         |
| Calendário bahá'í                                                            | -74 – -73                           |
| Calendário budista                                                           | 2314                                |
| Calendário chinês                                                            | 4466 – 4467 Início a 27 de janeiro  |
| Calendário copta                                                             | 1486 – 1487                         |
| Calendário etíope                                                            | 1762 – 1763                         |
| Calendários hindus - Vikram Samvat - Calendário nacional indiano - Cáli Iuga | 1825 – 1826 1691 – 1692 4870 – 4871 |
| Calendário Holoceno                                                          | 11770                               |
| Calendário islâmico                                                          | 1184 – 1185                         |
| Calendário judaico                                                           | 5530 – 5531                         |
| Calendário persa                                                             | 1148 – 1149                         |
| Calendário rúnico                                                            | 2020                                |
| Calendário solar tailandês                                                   | 2313                                |

1770 (MDCCLXX, na numeração romana) foi um ano comum do século XVIII do Calendário Gregoriano, da Era de Cristo, e a sua letra dominical foi G (52 semanas), teve início numa segunda-feira e terminou também numa segunda-feira.
| Ano completo                         |
| ------------------------------------ |
| Ano comum com início à segunda-feira |

## Eventos

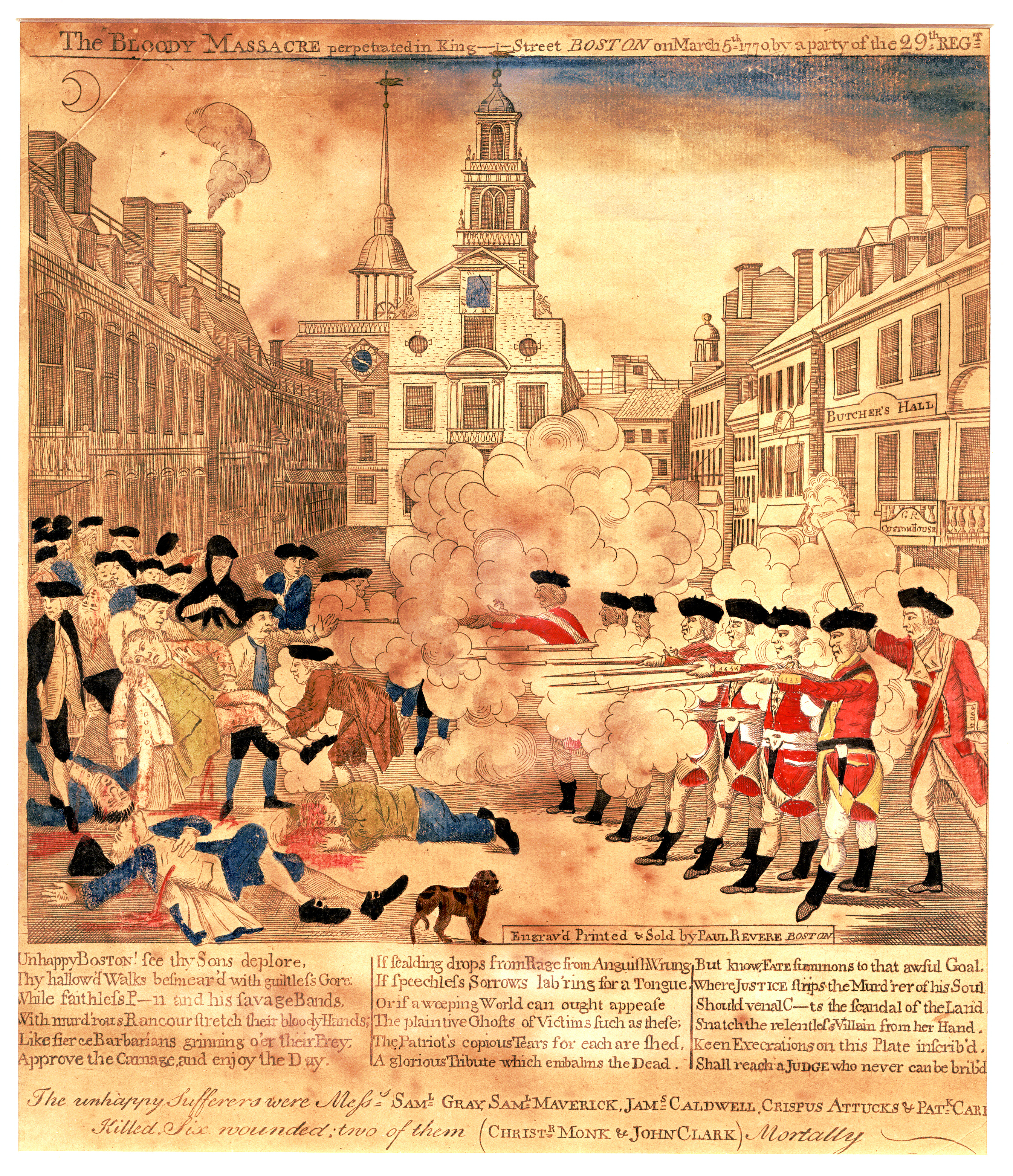
5 de março: O Massacre de Boston.

- 4 de janeiro - Martinho de Melo e Castro assume a Secretaria de Estado da Marinha e Domínios Ultramarinos, por morte, a 5 de novembro de 1769, do irmão do Marquês de Pombal, titular do cargo.
- 23 de janeiro de 1770, fundação de Mazagão Velho pela Coroa Portuguesa, para abrigar famílias vindas da Mazagão Africana, uma colônia portuguesa no Marrocos que foi desativada para ser transferida para o Brasil.
- 5 de março — Massacre de Boston: cinco estado-unidenses são mortos por tropas britânicas em um incidente que daria início à Guerra da Independência dos Estados Unidos cinco anos mais tarde.
- 7 de abril - Licença para a fundação, no Porto, de uma refinaria de açúcar (propriedade de João Batalha Freire).
- 19 de abril — O capitão James Cook avista a Austrália pela primeira vez.
- 16 de maio - O delfim de França casa com Maria Antonieta, filha da imperadora Maria Teresa de Áustria.
- 19 de maio - Autorização para o estabelecimento de uma fábrica de camurça, pelicas e pergaminhos em Trancão.
- 6 de junho - João de Souza Lisboa inaugura, com o apoio do amigo Cláudio Manoel da Costa ( poeta inconfidente) a Casa da Ópera de Vila Rica (atual Ouro Preto-MG). A data foi escolhida em honra do aniversário do rei D. José I. A Casa da Ópera/Teatro Municipal de Ouro Preto é o teatro mais antigo das Américas em funcionamento.
- 1 de julho — O Cometa Lexell é visto mais perto da Terra do que qualquer outro cometa na história registrada, aproximando-se a uma distância de apenas 0,0146 unidades astronômicas (2 200 000 km).
- 5 de julho - A frota russa derrota a armada turca em Tchesme.
- 21 de agosto - O Capitão James Cook, no fim da sua viagem de descoberta da Austrália, reclama o continente em nome do Império Britânico.
- 30 de agosto - Carta de lei que determina a inscrição de todos os comerciantes de Lisboa na Junta do Comércio.
- 13 de setembro - J.F. Struensee, favorito da rainha Carolina Matilde, provoca a queda do conde Bernstorff, na Dinamarca.
- 6 de outubro - É publicado um Edital da Real Mesa Censória, proibindo inúmeras obras literárias em Portugal.
- 12 de outubro - Criação de uma fábrica régia de pentes de marfim em Lisboa, cuja propriedade passará depois para Gabriel da Cruz.
- 23 de outubro - É decretada uma lei em Portugal que diz que os cargos da República nada mais são que uma "comissão simples e precária do Príncipe.."
- 27 de novembro - É descoberto um grupo de franco-mações na ilha da Madeira (informação do governador do Funchal)
- 5 de dezembro - Struensee abole o Conselho na Dinamarca e torna-se todo-poderoso; iniciando-se assim um vasto programa de reformas e introduz a liberdade de culto e de imprensa.
- 12 de dezembro é fundada a cidade de Ponte Nova
- Em Portugal, Penafiel e Pinhel são elevadas à categoria de cidade.

## Política, Economia, Direito e Educação
- Organiza-se a educação primária no Império Austríaco.
- E.Burke, Reflexos sobre as causas dos descontentamentos actuais.
- Com a obra Diálogos sobre o comércio dos cereais, Ferdinando Galiani ataca os fisiocratas.
- Em Abril o Parlamento Inglês retira os impostos sobre o papel, o vidro e os corantes, mas mantém a taxa sobre o chá.
- Em Agosto, a intervenção do duque de Choiseul evita a guerra entre a Espanha e a Inglaterra pela posse das ilhas Malvinas. Em Portugal, Pinhel é elevada a cidade.
- Em Setembro, José II da Áustria e Frederico II da Prússia encontram-se em Neustadt para discutir a forma de obstar à espanssão russa.
- Em Portugal, a Real Fábrica das Sedas é encarregada de fomentar a cultura de amoreiras e declarado o seu comércio como sendo uma profissão "nobre, necessária e proveitosa".
- Em 06 de junho de 1770 é inaugurada a Casa da Ópera de Vila Rica(atual Ouro Preto- Minas Gerais), o teatro mais antigo das Américas em funcionamento.

## Ciência e Tecnologia
- John Hill elabora o método de obter amostras para o estudo no microscópio.
- Alexis Duchateau inventa a dentadura artificial de porcelana.
- Leonardo Euler, Introdução à Álgebra.
- James Cook descobre a baía Botânica.
- Domingos Vandreli, Sobre a utilidade dos jardins botânicos.

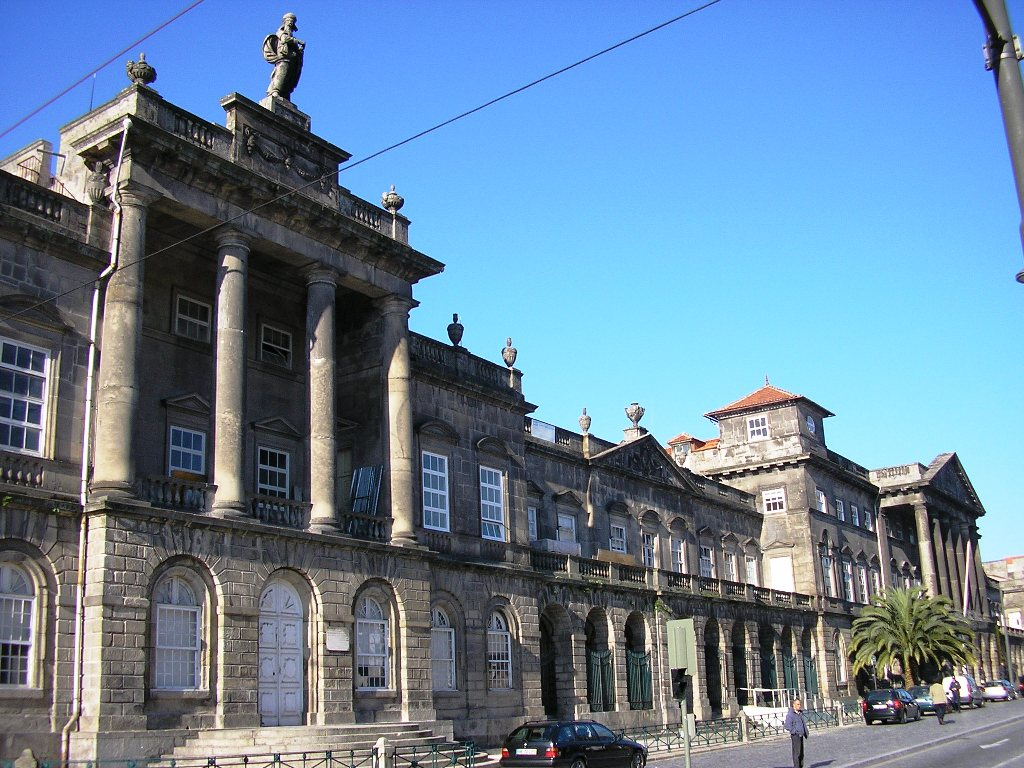
A construção do Hospital de Santo António, no Porto, da autoria do arquitecto inglês John Carr, foi iniciada em 1770.

## Filosofia e Religião
- Em Maio - Restabelecimento das relações diplomáticas com a Santa Sé: chega a Lisboa o núncio apostólico, Innocêncio Conti.
- Em Julho - Breve de Clemente XIV suprimindo, em Portugal, os mosteiros dos cónegos regulares de Santo Agostinho, já em Agosto o Papa cria várias dioceses.
- Frei Manuel do Cenáculo, Memórias históricas do Ministério do púlpito.
- António Ribeiro dos Santos, De sacerdotio et Imperio.
- Reconstrução e recuperação da Igreja de Santa Bárbara das Manadas, classificada como Monumento Nacional aproveitando uma outra mais antiga que datava de 1485 que recebeu congruas por Carta Régia do Rei D. Sebastião, Promulgada na Vila de Cintra, no 30 de Junho de 1568.[1]

## Pintura, Escultura e Arquitectura
- 15 de julho - Inicia-se no Porto a construção do Hospital de Santo António, da autoria de John Carr de Iorque.
- Thomas Gainsborough, O Rapaz Azul (retrato pictórico).
- Execução da estátua equestre de D. José I.

## Imprensa
- É editado pela primeira vez o The Massachusetts Spy.

## Espectáculo
- Johannes Ewald escreve Rolf Krage, a primeira tragédia dinamarquesa.

## Nascimentos
- 15 de janeiro - Carl Friedrich August Grosse, geólogo e geógrafo dinamarquês de origem espanhola.
- 11 de abril - George Canning, político († 1827).
- 03 de junho - Manuel Belgrano, economista, político, advogado, militar Argentina (†1820).
- 27 de agosto - Georg Wilhelm Friedrich Hegel, filósofo alemão ( †1831).
- 22 de novembro - Carolina de Parma, princesa da Saxónia e princesa de Parma (m. 1804).
- 16 de dezembro - Ludwig van Beethoven,compositor alemão ( †.1827).
- Anne-Lucile-Philippe Desmoulins - personalidade ligada à Revolução Francesa, é guilhotinada em  Paris (m. 1794).

## Mortes
- 26 de Fevereiro - Giuseppe Tartini, compositor, violinista e pedagogo italiano (n. 1692).
- 27 de Março - Giovanni Tiepolo, pintor com 74 anos.
- 30 de Maio - François Boucher, pintor com 67 anos.

## Por tema
- 1770 na ciência
- 1770 na literatura
- 1770 na música